# Henry Williams (baloncestista)
Henry L. Williams (Indianápolis, Indiana; 6 de junio de 1970-Charlotte, Carolina del Norte; 13 de marzo de 2018) fue un baloncestista estadounidense. Con 1.90 de estatura, su puesto natural en la cancha era el de escolta.

## Trayectoria
[actualizar]

## Fallecimiento
Falleció el 13 de marzo de 2018 a la edad de 47 años a causa de una enfermedad renal.